# Hieracium vagneri
Hieracium vagneri — вид квіткових рослин з родини айстрових (Asteraceae). Вид зростає в Європі: Польща, Румунія; це багаторічна рослина помірних біомів.